# Бранко Керман
Бранко Керман (на словенски: Branko Kerman) е словенски археолог и уредник в музей. От 1996 г. е член на Международната асоциация на изследователите на въздушната археология.

## Биография
Бранко Керман е роден на 26 юли 1963 г. в град Мурска Собота, Социалистическа република Словения (днес Словения), СФРЮ. През 1989 г. завършва археология във Факултета по изкуства на Люблянския университет. През 1990 г. започва работа като уредник в Регионалния музей на Мурска Собота. Занимава се с ранното средновековно и средновековно селища в историко-географската област Прекмурие, разположена в района на Панония и югоизточните части на Алпите. Изследва и други археологически периоди от праисторически времена до древността.